# Mont Cumming
Le mont Cumming est une montagne d'origine volcanique de la chaîne du Comité Exécutif dans la terre Marie Byrd en Antarctique. Il s'élève à 2 610 m d'altitude au pic Annexstad et se trouve à mi-chemin des monts Hampton et Hartigan.
Le mont Cumming est une montagne basse, principalement enneigée dont le sommet est occupé par un cratère circulaire. Comme des études le suggèrent, le mont, ainsi que les autres volcans de la chaîne du Comité Exécutif, serait le produit d’un point chaud toujours actif, situé actuellement près du mont Waesche et se déplaçant vers le sud.
Le volcan a été découvert par l'expédition du United States Antarctique Service (USAS) lors d'un vol le 15 décembre 1940 et nommé en l'honneur de Hugh S. Cumming Jr. (en), représentant du département d'État au Comité exécutif de l'USAS.
Le pic Woolam, du nom d'Alvis E. Woolam, physicien spécialiste de l'ionosphère à la station Byrd en 1959, est une cime sur le rebord sud du cratère du mont Cumming.
La zone a été cartographiée par l'Institut d'études géologiques des États-Unis (USGS) à partir d'enquêtes et de photographies prises en 1958-1960 grâce au trimetrogon, un système de photographie aérienne utilisant simultanément trois caméras afin de restituer une image stéréographique de la topographie,.